# 38 Pułk Artylerii Lekkiej (II RP)
38 Pułk Artylerii Lekkiej (38 pal) – oddział artylerii lekkiej Wojska Polskiego II RP.
Pułk nie istniał w organizacji pokojowej wojska. Został sformowany poza planem mobilizacyjnym „W”, w dniach 31 sierpnia – 6 września 1939 roku, w mobilizacji powszechnej. Przygotowanie mobilizacji dowództwa 38 pal zostało zlecone w sierpniu 1939 roku 13 pułkowi artylerii lekkiej. Na miejsce mobilizacji wyznaczono Łuck, gdzie stacjonował III dywizjon 13 pal. Mobilizację personalną zabezpieczało Biuro Personalne Ministerstwa Spraw Wojskowych.
W skład pułku miały być włączone dwa samodzielne dywizjony artylerii lekkiej, sformowane przez 27 pal we Włodzimierzu, w I rzucie mobilizacji powszechnej oraz III dywizjon 19 pal w Nowej Wilejce, sformowany w dniach 24–25 sierpnia 1939 roku, w mobilizacji alarmowej, w grupie jednostek oznaczonych kolorem zielonym. Pułk był jednostką organiczną artylerii 38 Dywizji Piechoty (rezerwowej), lecz w jej składzie, w kampanii wrześniowej, walczyło tylko dowództwo pułku i III dyon. Oba dywizjony sformowane we Włodzimierzu wzięły udział w obronie Lwowa.

## 38 pal w kampanii wrześniowej

### Mobilizacja
Plan mobilizacyjny przewidywał sformowanie 38 pal z dwóch dywizjonów armat 75 mm. Dywizjony I i II miały być zmobilizowane we Włodzimierzu jako 52 i 62 dal, a III dywizjon stanowił przemianowany III/19 pal. Dowództwo 38 pal zostało zmobilizowane również przez 19 pal. Według innych autorów zgodnie z tabelami mobilizacyjnymi dowództwo pułku miało zostać zmobilizowane w ramach I rzutu mobilizacji powszechnej przez 13 pal w garnizonie Łuck (III/13 pal). W trakcie mobilizacji alarmowej III/19 pal w garnizonie Lida, wystąpiły trudności z nieodpowiednim doborem koni, brakiem właściwych wozów konnych, drobne braki mundurowe oraz braki w pistoletach dla oficerów rezerwy i karabinkach dla niektórych kanonierów.

### Działania bojowe
Od 1 września dywizjon stacjonował poza Lidą we wsi Opole-Krupy. Do 4 września dywizjon prowadził zgrywanie zaprzęgów, szkolenie obsług, łącznie ze strzelaniem z haubic. 5 września III/19 pal został skierowany do Lidy celem załadunku i tego dnia po południu przemianowano dywizjon na III/38 pal. Po załadunku dywizjonu, o godz. 4.00 6 września transporty dywizjonu wyruszyły trasą kolejową przez: Baranowicze, Łunieniec, Sarny, Równe do Lwowa. W trakcie jazdy pociągami dywizjon był ostrzeliwany przez pojedyncze samoloty niemieckie, ranny został jeden kanonier. We Lwowie uzupełniono żywność i amunicję strzelecką. Próba przejazdu transportów dywizjonu w kierunku Przemyśla okazała się niewykonalna z uwagi na zniszczenia infrastruktury kolejowej. Po cofnięciu transportów do Lwowa dywizjon pojechał na zachód przez Sambor i Chyrów. Na stacji Krościenko na południe od Starzawy 8 września po południu dotarł dywizjon. 
Do rana 9 września artylerzyści zostali wyładowani, jednocześnie 8 bateria została na rozkaz dowódcy 38 pal przydzielony do wsparcia batalionu I/98 pp, który ubezpieczał do strony Ustrzyk i Chyrowa koncentrację 38 DP rez. po południu dywizjon przemaszerował do lasów w okolicach Dobromila. W nocy 9/10 września o 22:00 otrzymano rozkaz przesunięcia do rejonu około odległego 10 km na północ od Przemyśla. O świcie 10 września zajęto rejon na południe od Niżankowic. Ok. godz.15:00 rozpoczęto marsz wraz z 98 pp przez Nowe Miasto Przemyskie do Husakowa. Równolegle z kolumną 97 pułku piechoty maszerowała 8 bateria. 11 września dywizjon spędził w lasach w pobliżu Husakowa i Miżyńca. Ok. godz.17 III/38 pal podjął marsz do lasów na wschód od Medyki, osiągając je o świcie 12 września. Następnym marszem nocnym osiągnięto o świcie 13 września rejon Mościsk. Cały 13 września dywizjon stał bez styczności z wrogiem i wypoczywał. Kolejnym nocnym marszem dywizjon doszedł do rejonu Sądowej Wiszni, którą osiągnął 14 września. Zajęto stanowiska ogniowe na wschód od dwora kolejowego obok Księżego Mostu, skąd dywizjon wspierał własną piechotę walczącą z niemieckim 100 pułkiem strzelców górskich. Prowadził też pojedynki z artylerią niemiecką, która ostrzeliwała rejon Sądowej Wiszni. Stanowiska dywizjonu atakowało lotnictwo niemieckie. Szczególnie duże straty poniosła 9 bateria, w której poległo kilku kanonierów i dowódca plutonu, uszkodzone zostały dwie haubice i tabor. Duże straty w koniach poniosła kolumna amunicyjna dywizjonu oraz tabory. Z uwagi na zmianę rozkazów dywizjon całą noc maszerował, nad ranem wracając w ten sam rejon i na te same stanowiska, w zatorach i zamieszaniu spowodowanym błędnym rozkazodawstwem. 
Od rana 15 września III/38 pal wspierał ogniem 98 pułk piechoty, ostrzeliwując Nowosiółki i sąsiednie miejscowości. Baterie zostały ostrzelane przez niemiecką artylerię i zbombardowane przez lotnictwo, poniosły straty w żołnierzach, koniach i sprzęcie. Na rozkaz dowództwa dywizjon zmieniając stanowiska ok. godz.13, został celnie ostrzelany przez artylerię niemiecką i lotnictwo ponosząc ciężkie straty, został rozproszony i nie udzielił wsparcia nacierającemu na Tuczapy 96 pp. W wypadku komunikacyjnym na motocyklu został kontuzjowany mjr Wróbel i oficer zwiadowczy ppor. Ciborowski. Dowodzenie przejął kpt. Klimontowicz. 15 września późnym wieczorem w rejonie Księżowskiego Mostu zebrał się rozproszony dywizjon tj. niepełna 7 bateria, 8 bateria i połowa 9 baterii. 16 września o godz. 11.00 w kierunku Tuczap i Lasów Janowskich w ślad za piechotą wyruszyła 8 bateria i działon 9 baterii. Nocą 16/17 września 8 bateria przerwała się z okrążenia i dołączyła do reszty 38 DP w Lasach Janowskich. Ok. godz. 21.00 kpt. Serwacy Klimontowicz jadąc na odprawę został śmiertelnie ranny w związku ze starciem ubezpieczenia III/38 pal z ubezpieczeniem maszerującego dywizjonu artylerii ciężkiej. Dowództwo nad pozostałością dywizjonu objął kpt. Lasocki i pomaszerował wraz z dywizjonem kierunku Tuczap. 17 września dywizjon dotarł do Tuczap, gdzie został ostrzelany przez artylerię niemiecką. Rozkazem dowódcy AD 38 DP płk Zielke III/38 pal został zatrzymany na skraju Tuczap, rozkazu nie posłuchał pluton 9 baterii, który usiłował się dostać do Lasów Janowskich. Wsparł atakujące pododdziały piechoty próbujące przebić się z okrążenia, lecz stanowiska jego zostały ostrzelane nawałą artylerii niemieckiej, w wyniku której poniesiono straty i powodując rozproszenie żołnierzy, pozostali kanonierzy z 9 baterii pod dowództwem ppor. Rudowicza zniszczyli haubice i sprzęt i rozproszyli się w terenie. 7 bateria haubic zajęła stanowiska na skraju Tuczap i ogniem "na wprost" niszczyła niemieckie stanowiska broni maszynowej i wspierała obronę piechoty. Po kilkugodzinnej walce została rozbita ogniem artylerii niemieckiej i lotnictwa, ponosząc wysokie straty w ludziach. Pozostałość dywizjonu również poniosła ciężkie straty. 
Na rozkaz mjr. Odrowąż-Pieniążka wydany kpt. Lasockiemu, artylerzyści zniszczyli sprzęt i grupami podjęli próby przebicia się do Lasów Janowskich. Po południu 17 września III/38 pal został rozwiązany. Próbę przedarcia się podjęła jeszcze kolumna amunicyjna dywizjonu, lecz nie powiodła się i 18 września w rejonie Zbadyń-Tuczapy dostała się do niewoli niemieckiej. 8 bateria z działonem 9 baterii 17 września dotarła w rejon Janowa i tam poszczególnymi działonami 18 września wspierała walki batalionów 38 DP rez. nad rzeką Wereszycą, odpierając natarcia niemieckiej 7 DP. W nocy 18/19 września por. Gumiński realizując rozkaz gen. broni K. Sosnkowskiego nakazał zniszczyć cały ciężki sprzęt, w tym haubice. Po jego wykonaniu artylerzyści udali się do rejonu Żarnisk. O świcie artylerzyści podjęli marsz przez Jaśniska, na Brzuchowice i Hołosko. 20 września wobec niemożliwości przebicia się do Lwowa 8 baterię rozwiązano.
Walki we Lwowie 52 i 62 dywizjonów artylerii lekkiej (I/38 pal i II/38 pal), zostaną opisane w odrębnych artykułach.

## Planowana organizacja wojenna i obsada personalna 38 pal
- Dowództwo
- dowódca pułku – ppłk Teofil Szadziński (I zastępca dowódcy 18 pal)
- 52 dywizjon artylerii lekkiej – mjr Kazimierz Sobolewski
- 62 dywizjon artylerii lekkiej – mjr Lucjan Chrystowski
- III dywizjon (19 pal) 38 pal
- dowódca dywizjonu - mjr Feliks Wróbel[7]
  - adiutant dywizjonu - kpt. Włodzimierz Lasocki
  - oficer zwiadowczy - ppor. Bolesław Ciborowski
  - oficer obserwacyjny - ppor. rez. Czesław Czuczejko
  - oficer łączności - por. Bohdan Szperling
  - dowódca kolumny amunicyjnej - ppor. rez. Edward Bakłan
  - dowódca 7 baterii haubic - kpt. Serwacy Klimontowicz
    - oficer zwiadowczy - ppor. rez. Józef Mioduszewski

  - dowódca 8 baterii haubic - por. Edward Gumiński
  - dowódca 9 baterii haubic - kpt. Mieczysław Szadurski
    - oficer zwiadowczy - ppor. Antoni Rudowicz
    - oficer ogniowy - ppor. rez. Holag